# Blue Haze
Blue Haze è un album di Miles Davis pubblicato dalla Prestige Records nel 1956.

## Il disco
L'album è sostanzialmente una riedizione rimasterizzata da Rudy Van Gelder del long playing a 10 pollici Miles Davis Quartet del 1954 con l'aggiunta del brano I'll Remember April proveniente da un altro disco di Davis, sempre a 10 pollici, intitolato invece Miles Davis Quintet. La Prestige in quel periodo stava ripubblicando gran parte del suo materiale apparso originariamente in dischi nel piccolo formato in nuovi album a 12 pollici che poi sono rimasti nel catalogo della casa discografica negli anni seguenti fino alla loro ripubblicazione su CD anche rimasterizzati digitalmente.
Blue Haze è costituito da brani provenienti da diverse sessioni di registrazione e con formazioni diverse. La prima traccia, I'll Remember April, fu incisa il 3 aprile 1954, il resto proviene dalle sessioni del 19 maggio 1954 e del 15 marzo 1953, la prima con un quintetto comprendente John Lewis, Charles Mingus (al pianoforte e non al contrabbasso sulla sua Smooch), Percy Heath e Max Roach, la seconda invece con un quartetto comprendente Horace Silver, Heath e Art Blakey.
I brani Four e Tune Up sono di solito indicate come composizioni di Davis, mentre pare siano invece del sassofonista e band leader Eddie Vinson che comunque le avrebbe scritte per il trombettista.

## Tracce
Lato A
1. I'll Remember April - (Gene DePaul, Don Raye, Patricia Johnson) - 7:52
2. Four - (Miles Davis) - 4:00
3. Old Devil Moon - (Burton Lane, Yip Harburg) -3:22
4. Smooch - (Miles Davis, Charles Mingus) - 3:04

Lato B
1. Blue Haze - (Miles Davis) - 6:08
2. When Lights Are Low - (Benny Carter, Spencer Williams) - 3:25
3. Tune Up - (Miles Davis) - 3:52
4. Miles Ahead - (Miles Davis) - 4:28

## Formazione
Smooch, When Lights Are Low, Tune Up, Miles Ahead (19 maggio 1953):
- Miles Davis - tromba
- John Lewis - pianoforte (ad esclusione di Smooch)
- Charles Mingus - pianoforte (solo in Smooch)
- Percy Heath - contrabbasso
- Max Roach - batteria

Four, Old Devil Moon, Blue Haze (15 marzo 1954):
- Miles Davis - tromba
- Horace Silver - pianoforte
- Percy Heath - contrabbasso
- Art Blakey - batteria

I'll Remember April (3 aprile 1954):
- Miles Davis - tromba
- David Schildkraut - sassofono contralto
- Horace Silver - pianoforte
- Percy Heath - contrabbasso
- Kenny Clarke - batteria

## Edizioni
- 1956 – LP, Prestige Records PRLP 7054
- 1984 – CD, Original Jazz Classics Fantasy Records PRLP 7054
- 1988 – CD, Original Jazz Classics Fantasy Records PRLP 7054, edizione rimasterizzata digitalmente

### Singoli e altri album
Long playing 33 giri 10"
- 1954 – Miles Davis Quartet, LP 10", Prestige Records PRLP 161
- 1954 – Miles Davis Quintet, LP 10", Prestige Records OJCCD-093-2

78 giri
- Miles Davis, Blue Haze, Pt. 1 & 2, 78gg, Prestige Records 893
- Miles Davis, Four / That Old Devil Called Love, 78gg, Prestige Records 898
- Miles Davis, When Lights Are Low / Miles Ahead, 78gg, Prestige Records 902

45 giri
- 1965 – Miles Davis, You Don't Know What Love Is / That Old Devil Moon, 45gg, Prestige Records 45-376